# Fosforylase
Fosforylasen zijn enzymen die de overdracht van een fosfaatgroep P van een anorganisch fosfaat naar een substraat katalyseren:
{\displaystyle {\ce {A -B + P <=> A + B -P}}}
Fosforylasen behoren tot de allosterische enzymen, die de productie van glucose 1-fosfaat van een glucaan zoals glycogeen, zetmeel of maltodextrine katalyseren.
De naam fosforylase wordt ook gebruikt voor glycogeenfosforylase ter ere van Earl W. Sutherland Jr., die in de late jaren '30 van de 20e eeuw het eerste fosforylase ontdekte.

## Functie
Onderstaande tabel vat de verschillende fosfatasen samen naargelang hun functie en werkingsmechanisme. Hierbij staat P voor een fosfonzuurgroep, OP voor een fosfaatgroep en P-OH voor anorganisch fosfaat.
| Enzymnaam   | Enzymklasse                      | Reactie                                               | Opmerkingen                                                 |
| ----------- | -------------------------------- | ----------------------------------------------------- | ----------------------------------------------------------- |
| Fosforylase | Transferase (EC 2.4 en EC 2.7.7) | {\displaystyle {\ce {A -B + H -OP <=> A -OP + H -B}}} | over te dragen groep = A, een glycosyl- of nucleotidylgroep |
| Fosfatase   | Hydrolase (EC 3)                 | {\displaystyle {\ce {B -P + H2O <=> B -OH + H -P}}}   |                                                             |
| Kinase      | Transferase (EC 2.7.1-2.7.4)     | {\displaystyle {\ce {B -P + H -A <=> A -P + H -B}}}   | over te dragen groep = P                                    |

## Typen
De fosforylasen behoren tot de volgende categorieën:
- Glycosyltranferasen (EC 2.4)
  - Enzymen, die glucanen afbreken door verwijdering van een glucoserest (verbreekt O-glycosidebinding)
    - glycogeenfosforylase
    - zetmeelfosforylase
    - maltodextrinefosforylase

  - Enzymen, die nucleosiden splitsen in basen en suikers (verbreekt de N-glycosidebinding)
    - purinenucleosidefosforylase (PNPase)
- Nucleotidyltransferasen (EC 2.7.7)
  - Enzymen, die een fosforolytische 3'-naar-5'-exoribonuclease-activiteit bezitten (verbreekt een fosfodi-esterbinding)
    - RNase PH
    - polynucleotidefosforylase (PNPase)

Alle bekende fosforylasen hebben gemeenschappelijke katalytische en structurele eigenschappen.

## Werkende vorm
Fosforylase a is de werkende vorm van glycogeenfosforylase, dat gevormd wordt door de fosforylering van het niet werkende of fosforylase b.

## Pathologie
Sommige afwijkingen zijn te wijten aan het niet goed functioneren van fosforylasen, waardoor er geen afbraak van glycogeen plaatsvindt:
- Myofosforylasedeficiëntie (glycogenose type V) - spierglycogeen
- Glycogenose type VI - leverglycogeen